# Klasse 218 SG
Die Klasse 218 SG (Invicible-Klasse) ist eine Klasse moderner konventionell angetriebener U-Boote der Republik Singapur. Sie wurden von der deutschen Firma ThyssenKrupp Marine Systems (TKMS) entwickelt und gebaut. Die U-Boot Klasse basiert auf den Entwürfen der deutschen Klasse 214 und der Klasse 212 A, ist jedoch speziell an die Anforderungen der Singapurischen Marine angepasst.

## Entwicklung und Bau
Die Klasse 218 SG wurde im Rahmen einer Modernisierungsinitiative der Marine Singapurs entwickelt, um veraltete U-Boote zu ersetzen und die maritime Sicherheit zu erhöhen. Im Dezember 2013 erhielt ThyssenKrupp Marine Systems den Auftrag für die ersten zwei U-Boote der Klasse und im Mai 2017 wurde der Auftrag um zwei weitere Einheiten erweitert.
Die Taufe der ersten Einheit fand im Februar 2019 in Kiel statt und ursprünglich sollten die vier Einheiten bis 2024 ausgeliefert werden.
Das erste Boot wurde bereits vor seiner Indienststellung ab Juli 2023 noch in europäischen Gewässern zu Ausbildungszwecken genutzt. und wurde 2024 per Dockschiff nach Singapur geliefert.
Am 7. Mai 2025 wurde die Bestellung eines fünften und sechsten Boots bekanntgegeben.

## Design und Technik

### Antrieb
Die U-Boote der Klasse 218 SG sind mit einem luftunabhängigen Antrieb (AIP) ausgestattet, der auf Brennstoffzellen basiert und eine längere Tauchzeit ermöglicht. Dies verbessert die Überlebensfähigkeit und Einsatzfähigkeit im Vergleich zu konventionell angetriebenen U-Booten.

### Bewaffnung
Die U-Boote der Klasse 218 SG sind mit modernen Torpedos und Seezielflugkörpern bewaffnet. Sie verfügen über acht 533-mm-Torpedorohre, die eine Vielzahl von Munitionstypen aufnehmen können und über die auch Taucher und U-Boot-gestützte Marschflugkörper (SLCM) eingesetzt werden können. Die U-Boote verfügen außerdem über die Option, eine „vertikale Mehrzweck-Luftschleuse“ (VMPL) für den vertikalen Start von Flugkörpern zu integrieren, ähnlich einem Vertical Launching System-Modul.

### Sensoren und Elektronik
Die Klasse 218 SG ist mit fortschrittlichen Sonarsystemen ausgestattet, darunter ein Bug- und Seitensonar. Zudem verfügen sie über modernste Kommunikations- und Navigationssysteme, die eine effektive Integration in die Netzwerke der Singapurischen Streitkräfte ermöglichen.

### Besatzung und Ausstattung
Die U-Boote bieten Platz für eine Besatzung von etwa 28 Personen. Die Lebensbedingungen an Bord wurden verbessert, um längere Einsätze zu ermöglichen, einschließlich verbesserter Schlaf- und Freizeiteinrichtungen. Durch umfangreiche Automatisierungsmaßnahmen – wie das von Atlas Elektronik und ST Electronics gemeinsam entwickeltes „Combat Management System“ (CMS) und von der DSTA entwickelte Datenanalyse- und Entscheidungsunterstützungssysteme – ermöglichen es der Besatzung, das U-Boot in drei 4-Stunden-Schichten statt in zwei 6-Stunden-Schichten einzusetzen, was bei längeren Unterwassereinsätzen mehr Ruhezeiten ermöglicht. Durch den hohen Automatisierungsgrad verringert sich auch die Zahl der Besatzungsmitglieder auf nur 28 (weniger als bei anderen modernen konventionellen U-Booten), von denen jeweils etwa 10 im aktiven Dienst sind, während die anderen 18 dienstfrei haben oder sich ausruhen.

### Einsatz und Fähigkeiten
Die Hauptaufgaben der Klasse 218 SG umfassen U-Boot-Abwehr, Überwasserkriegführung, Aufklärung und Überwachung. Dank ihrer fortschrittlichen Technologie und leisen Betriebsweise sind sie besonders gut für Operationen in küstennahen und tiefen Gewässern geeignet.

## Einheiten
Die Marine Singapurs verwendet für alle ihre Schiffe das Präfix RSS, was für Republic of Singapore Ship steht.
Als Schiffsnamen werden teilweise, wie zuvor bereits Einheiten anderer Schiffsklassen der Marine Singapurs, Namen von Kriegsschiffen der britischen Royal Navy verwendet.
| Kennung | Name            | Werft                              | Kiellegung | Stapellauf        | Indienststellung   | Status                          |
| ------- | --------------- | ---------------------------------- | ---------- | ----------------- | ------------------ | ------------------------------- |
|         | RSS Invincible  | ThyssenKrupp Marine Systems (TKMS) | 2015       | 18. Februar 2019  | 24. September 2024 | aktiv                           |
|         | RSS Impeccable  | ThyssenKrupp Marine Systems (TKMS) | 2016       | 13. Dezember 2022 | 24. September 2024 | aktiv                           |
|         | RSS Illustrious | ThyssenKrupp Marine Systems (TKMS) | 2017       | 13. Dezember 2022 |                    | im Test                         |
|         | RSS Inimitable  | ThyssenKrupp Marine Systems (TKMS) | 2018       | 22. April 2024    | 2025 (geplant)     | im Test, getauft im April 2024. |
|         | RSS             | ThyssenKrupp Marine Systems (TKMS) |            |                   |                    |                                 |
|         | RSS             | ThyssenKrupp Marine Systems (TKMS) |            |                   |                    |                                 |